# Alessandra Monteiro de Oliveira Santos
Alessandra Monteiro de Oliveira Santos (1973) es una bióloga, taxónoma, botánica, ecóloga, curadora, y profesora brasileña.

## Biografía
En 2013, obtuvo la licenciatura en ciencias biológicas por la Universidad Federal de Minas Gerais; un máster en curso, en ecología, conservación y manejo de vida silvestre, supervisado por el Dr. Fernando Augusto de Oliveira e Silveira (1978), defendiendo la tesis "Estudos taxonômicos das espécies de Lobelia L. (Campanulaceae Juss.) que ocorrem no Brasil", por la Universidad Estatal de Campinas (1988) y el doctorado en biología vegetal, por la misma casa de altos estudios (2002).
Tiene experiencia en botánica y ecología, que trabajan en temas interacciones entre los animales y las plantas y la dispersión de semillas. Desde 2010, es investigadora, y profesora en la Universidad Federal de Minas Gerais, con experiencia profesional en la investigación y la docencia en las áreas de botánica: morfología y sistemática de dicotiledóneas.
Es autora en la identificación y nombramiento de nuevas especies para la ciencia, a abril de 2015, de una nueva especies, especialmente de la familia Moraceae, y en especial del género Dorstenia (véase más abajo el vínculo a IPNI).

## Algunas publicaciones

### En Congresos
- SANTOS, ALESSANDRA M. O.; KAMINO, L. H. Y.; BATISTA, J. A. N. 2013. Distribuição e riqueza de táxons do gênero Habenaria (Orchidaceae) no Brasil. In: Anais 64.º Congresso Nacional de Botânica
- SANTOS, ALESSANDRA M. O.; RAMALHO, A. J.; KAMINO, L. H. Y.; BATISTA, J. A. N. 2012. Riqueza e endemismo do gênero Habenaria Willd. (Orchidaceae) no Estado de Minas Gerais, Brasil. In: Anais 63.º Congresso Nacional de Botânica, Joinville
- SANTOS, ALESSANDRA M. O.; KAMINO, L. H. Y.; BATISTA, J. A. N. 2011. Base de dados, lista de espécies e biogeografia do gênero Habenaria Willd. (Orchidaceae) no Brasil

- SANTOS, ALESSANDRA M. O.; NORONHA, C. L. A.; SOUZA, G. L. E.; FREITAS, L. F. V.; LACERDA, M.; GUSTIN, M. B. S. 2007. Dinâmicas de grupo para discussão de conceitos básicos de direito e cidadania com adolescentes de bairros de periferia urbana: problematizando o processo

## Honores[3]

### Membresías
- Sociedad Botánica de Brasil[4]

- Portal:Biografías. Contenido relacionado con Botánica.
- Portal:Biología. Contenido relacionado con Taxonomía.